# Fatal Fury
Fatal Fury (餓狼伝説, Garō densetsu, «la llegenda del llop famolenc») és una sèrie de videojocs de lluita creada per SNK per al sistema Neo-Geo durant la dècada del 1990.

## Cronologia
Durant la producció del primer joc, el títol provisional era Real Bout, un nom que apareix en alguns escenaris i que SNK recuperà en els darrers llançaments de la franquícia.
Un dels creadors principals de Garō densetsu fon Takashi Nishiyama, un productor que, abans de ser fitxat per SNK, havia treballat per a Irem en Moon Patrol i un dels primers jocs de lluita mà a mà, Spartan X o Kung-Fu Master; més tard se n'anà a Capcom, on dissenyà l'Street Fighter original el 1987:
Nishiyama va ser l'iniciador de convencions de tots els jocs de lluita posteriors, com el sistema de joystick de huit direccions i sis botons de colp, a més del creador de l'argument i els personatges —Ryu és la lectura on'yomi del seu nom, 隆—, s'inventà els tres atacs especials dels protagonistes; poc després d'eixir Street Fighter, SNK captà Nishiyama i altres membres del seu equip, per la qual cosa moltes idees per a la seqüela que tenia en ment acabaren materialitzant-se en el primer Garō densetsu, com per exemple la profusa història personal i motivació dels protagonistes i l'antagoniste principal. Nishiyama també supervisà les altres dos sagues de lluita més populars de Neo-Geo, Samurai Spirits i The King of Fighters.

## Argument
La història de la saga té lloc en la ciutat fictícia de Southtown («poble [del] sud»), controlada pel cacic Geese Howard, el qual organitza un torneig de lluita anomenat The King of Fighters («el rei dels lluitadors»). Dos germans, Terry i Andy Bogard, busquen venjar la mort de son pare, i participen junt amb el campió de boxa tailandesa Joe Higashi. La relació entre els tres protagonistes i Howard i el desenllaç del torneig es reescrigué almenys dos voltes.
| A.   | títol                                        |  |
| ---- | -------------------------------------------- |  |
| 1991 | Fatal Fury: King of Fighters                 |  |
| 1992 | Fatal Fury 2                                 |  |
| 1993 | Fatal Fury Special                           |  |
| 1994 | Nettō garō densetsu 2                        |  |
| 1995 | Fatal Fury 3: Road to the Final Victory      |  |
| 1995 | Real Bout Fatal Fury                         |  |
| 1997 | Real Bout Fatal Fury Special                 |  |
| 1997 | Real Bout Fatal Fury Special: Dominated Mind |  |
| 1998 | Real Bout Fatal Fury 2: The Newcomers        |  |
| 1998 | Nettō Real Bout garō densetsu Special        |  |
| 1999 | Fatal Fury: First Contact                    |  |
| 1999 | Fatal Fury: Wild Ambition                    |  |
| 1999 | Garou: Mark of the Wolves                    |  |
| 2025 | Fatal Fury: City of the Wolves               |  |

## Jocs
Fatal Fury: King of Fighters
SNK publicà el primer joc, Fatal Fury: King of Fighters (餓狼伝説 ～宿命の闘い～, Garō densetsu —Shukumei no tatakai—, «la llegenda del llop famolenc —la batalla del destí—») l'any 1991 per al sistema Neo-Geo, el mateix any que Capcom llançà la màquina recreativa d'Street Fighter II, l'èxit del qual feu que Fatal Fury —menys manejable i amb només tres personatges seleccionables d'un total d'onze— perdera quota de mercat malgrat innovacions com el sistema de plànols o un mode cooperatiu precursor del dramatic battle d'Street Fighter Alpha;
en comparança amb SFII, que explotà les possibilitats de la combinació d'atacs encadenats (combos), en Fatal Fury «és crucial quan els jugadors executen llurs atacs especials, mentre que en Street Fighter II té més a vore amb els combos. Ni Capcom ni jo [Nishiyama] ho havíem previst, però esdevingué d'eixa manera.»
Encara que el primer Garō ja es trobava en fase de desenvolupament quan eixí l'SFII, el públic i la crítica respongueren amb crítiques negatives, insinuacions de plagi i obrí una competició duradora entre Capcom i SNK al voltant del gènere del mà a mà, el qual dominà el mercat dels recreatius fins l'eclosió dels gràfics 3D per ordinador.
A banda de l'edició comercial per a consoles Neo-Geo, Takara publicà sengles adaptacions per a Mega Drive i Super Nintendo, amb les carències pròpies de cada sistema.
Durant l'EVO del 2022, SNK anuncià un nou lliurament de la saga, més de deu anys després de la publicació del Mark of the Wolves.